# The Notebook (película)
The Notebook (titulada: El diario de Noah en España y Diario de una pasión en Argentina, México, Chile y Venezuela) es una película estadounidense de drama romántico de 2004 dirigida por Nick Cassavetes, a partir de un guion de Jeremy Leven y Jan Sardi, y basada en la novela homónima de Nicholas Sparks. La película está protagonizada por Ryan Gosling y Rachel McAdams como una joven pareja que se enamora en la década de 1940. Su historia es leída desde un cuaderno en la actualidad por un hombre mayor, contándosela a un compañero residente de un asilo de ancianos.
El estreno mundial de The Notebook fue en el Festival Internacional de Cine de Seattle el 20 de mayo de 2004, y se estrenó en los cines de los Estados Unidos el 25 de junio de 2004. A pesar de las críticas generalmente mixtas de los críticos, Gosling y McAdams fueron elogiados por sus actuaciones. La película fue un éxito inesperado en taquilla, recaudando 117 millones de dólares frente a su presupuesto de 29 millones de dólares, y se ha convertido en un clásico de culto en los años transcurridos desde su estreno. El 11 de noviembre de 2012, se estrenó una versión extendida en ABC Family con escenas eliminadas agregadas nuevamente a la historia original.
La película recibió varios galardones, incluido el premio MTV Movie Award al mejor beso para Gosling y McAdams en los premios MTV Movie Awards de 2005. En la 11.ª edición de los premios Screen Actors Guild Awards, James Garner fue nominado a mejor interpretación de un actor masculino en un papel secundario y Gena Rowlands ganó el premio a mejor actriz de reparto en drama en la 9.ª edición de los premios Golden Satellite Awards.

## Sinopsis
La historia se remonta al verano de 1940 en Seabrook, Carolina del Sur. Allie Hamilton, una chica que pertenece a una familia rica, pasa el verano en Seabrook. En el carnaval, Allie conoce a Noah Calhoun, un joven del pueblo que trabaja en la fábrica de madera. Aunque al principio Allie no se interesa por él, Noah insiste en que pasen tiempo juntos y es así como él y Allie se enamoran.  
Así empiezan a vivir el amor pesar de las peleas que ambos tienen y muy especialmente sus diferencias de estrato social. La madre de Allie cuando se entera de este romance y conocer la clase social de Noah se opone y decide separarlos.  

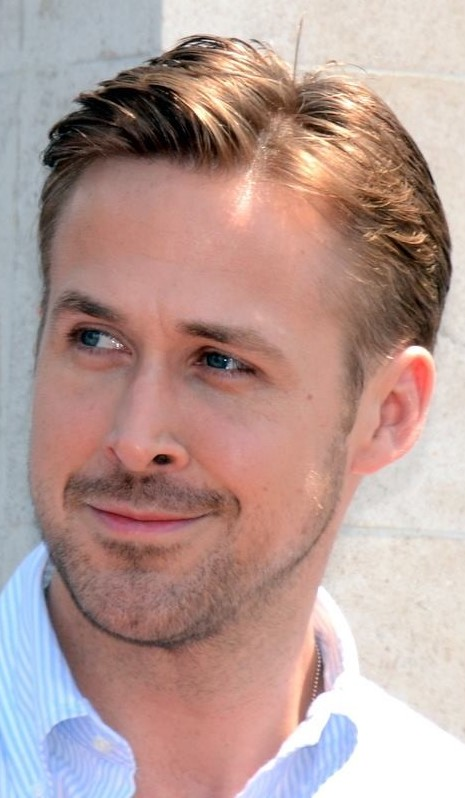
Ryan Gosling es Noah Calhoun.

Una noche, en una casa que es una propiedad abandonada, Noah lleva a Allie para mostrarle su intención de remodelarla y así cuando sean mayores puedan vivir juntos allí. Noah y Allie se demoran charlando sobre si estaban listos o no para tener su primera vez hasta largas horas de la madrugada. Como Allie no llegaba a su casa los padres se empiezan a preocupar y deciden llamar a la policía para que la busquen. Enterados de esto, por medio de un amigo de Noah, este la lleva inmediatamente a su casa, donde Allie es reprendida duramente por su madre, despreciando en todo momento a Noah y oponiéndose severamente a su relación. Allie se rebela en todo momento insistiendo en que no lo dejará. Noah escucha la discusión entre Allie y su madre, entonces decide marcharse de la casa. Allie sale corriendo tras él y le pide disculpas. Noah le dice que entiende la situación y que se tiene que ir, le hace ver que tiene una vida por delante con cosas que él nunca podrá darle. Allie insiste en que lo ama y le pide que la acompañe a vivir a donde ella irá. Noah le dice que no es momento de responder y que tienen todavía el verano para pensarlo, Allie interpreta esto como la ruptura de su noviazgo aunque al final se arrepiente.  

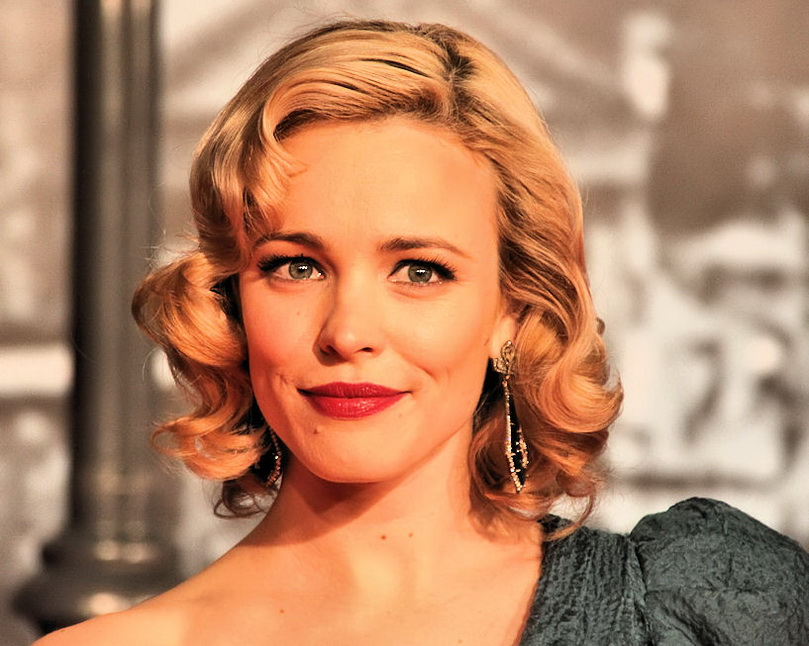
Rachel McAdams es Allie.

La familia de Allie deja Seabrook la mañana siguiente. Ante esto, Allie antes de irse busca a Noah a su trabajo pero no lo encuentra y le pide al mejor amigo de él que le diga que nunca terminaron, que lo ama y nunca dejará de amarlo y le da su dirección. Cuando su amigo le dice todo a Noah, corre a buscarla a su casa, y se da cuenta de la realidad. Desolado, Noah le escribe una carta cada día durante un año, las cuales al recibirlas la madre de Allie las oculta. Allie creyendo que Noah nunca le escribió y este al no recibir respuesta alguna de ella, decide mandarle una última carta y se olvidan el uno del otro.
Noah se traslada a Atlanta a trabajar un tiempo y cuando estalla la Segunda Guerra Mundial al ser Pearl Harbor atacada, se alista en el ejército y va a combatir a Europa con su mejor amigo quien muere en un combate. De otro lado, Allie estudia en la universidad y se hace voluntaria como auxiliar de enfermería para los soldados heridos, allí conoce a Lon Hammond, Jr. (James Marsden) un tipo de una familia rica con quien inicia un romance que los padres de Allie aprueban. Posteriormente Lon y Allie se comprometen.
Mientras tanto, Noah que regresó a su casa, se entera de que su padre está vendiendo la casa en la que vive. Tras la muerte de su padre Noah compra el Old Windsor (la vieja casa abandonada que Noah prometió a Allie restaurar para que pudieran vivir juntos). Noah viaja a Charleston, para tramitar el permiso de remodelación y cuando llega ve desde el bus a Allie caminando por la calle. Él la sigue hasta entrar en un restaurante donde ve a Allie y Lon besándose. Devastado, Noah restaura la antigua casa, creyendo que si mantiene su promesa, Allie volverá. Una vez terminada la casa, Noah se toma una foto para el periódico para intentar venderla, pero al final no puede hacerlo.
En el presente, es evidente que la anciana es Allie y que el narrador es Noah. Sin embargo, ella no recuerda nada y no reconoce a sus hijos y nietos debido a que ella padecía demencia senil. La película vuelve al año 1947, al momento de los preparativos de la boda de Allie, mientras ella se prueba su vestido de novia en compañía de su madre y sus amigas, leen en el periódico la noticia de su compromiso, Allie ve casualmente a Noah en el artículo acerca de su casa y se desmaya. Después de reflexionar un poco, decide ir a visitarlo. Cuando llega y ambos se reencuentran, ella le deja claro que se va a casar, Noah respeta su decisión y ellos conviven amistosamente, hablan de sus recuerdos juntos, y cuando llega la hora de que Allie se marche, Noah le pide que vuelva al día siguiente, ya que le tiene reservada una sorpresa. 
Al día siguiente, Noah lleva a Allie al lago en una canoa y empiezan a hablar. En el camino de regreso a la casa y bajo una intensa lluvia, Allie se enoja y le pregunta a Noah por qué nunca le escribió. Él le cuenta que si lo había hecho y le escribió una carta cada día durante un año, Allie sorprendida a pesar de ello le dice que ya es tarde para revivir su amor, él le responde que no lo es y la besa. En casa, hacen el amor y Allie se convence de que ama a Noah. 
Después de dos días de mucho sexo, la madre de Allie aparece mientras Noah está fuera y le cuenta a su hija que su prometido Lon está enterado de que está con Noah porque su padre se lo contó y le ha seguido hasta Seabrook. La madre de Allie se la lleva y le cuenta que ella también tuvo un amor de verano con quien intentó fugarse. Su amor no resultó y al final cada uno tomó caminos separados, sin embargo ella aún sigue visitando la cantera donde trabaja, mirando de lejos, preguntándose cuán distinta sería su vida de haberse casado con él. Una vez que la trae de vuelta a casa de Noah, la madre de Allie le entrega a su hija el manojo de 365 cartas que Noah le había escrito, diciéndole que espera que tome la decisión correcta.
Allie le explica a Noah que Lon está en la ciudad y que los últimos días han sido maravillosos, pero que lo que hizo fue de alguien muy irresponsable. Noah, furioso, la acusa de amar a Lon solo por su dinero, y le dice que si se va, la odiará para siempre. Él sostiene que si realmente quiere estar con Lon, entonces debe irse, porque una vez la perdió y está listo para perderla de nuevo, pero antes de que se vaya Noah la anima a tomar una decisión propia, una decisión que no esté condicionada por la opinión de sus padres, de su prometido, o de él mismo. Confundida e incapaz de tomar una decisión, Allie se marcha. 
Angustiada, Allie detiene su coche, lee la carta de despedida de Noah y luego conduce hasta el hotel donde se aloja Lon, para poder hablar sobre lo ocurrido. Allie sabe que tiene que estar con Lon, lo que implica que va a quedarse con él. Sin embargo, el panorama cambia para Noah, que escucha un ruido procedente de un coche fuera. Al levantarse, ve en él a Allie que terminó con Lon para volver con él.
Regresando al presente, Allie se da cuenta de que ella y Noah son protagonistas de la historia. Pasan unos minutos hasta que vuelve a recaer en el olvido y comienza nuevamente a gritar y a empujar a Noah. Esa misma noche Noah mira los libros y descubre que Allie dejó un mensaje en la parte frontal diciendo: "Léeme esto, y volveré contigo otra vez”. Noah mira también un álbum de fotos, que cuenta que Noah y Allie se casaron, tuvieron tres hijos y vivieron una maravillosa vida juntos.
Poco después, la enfermera descubre a Noah en una situación crítica. Se salva de un ataque al corazón y recuperado, una noche se cuela en la habitación de Allie cuando regresa del hospital, a pesar de que está prohibido que la vea. Ella se despierta y es capaz de recordar a Noah y le pregunta si su amor es tan fuerte como para hacer milagros y llevárselos juntos. Noah le dice que su amor puede hacer lo que quieran y que nunca la abandonará.
Al día siguiente la enfermera entra a la habitación y encuentra juntos a Allie y a Noah tomados de la mano y muertos. La película termina con una bandada de aves volando sobre el lago donde Noah y Allie revivieron e hicieron más poderoso su amor.

## Reparto
| Actor             | Personaje                | Descripción |
| ----------------- | ------------------------ | --- |
| Ryan Gosling      | Noah Calhoun             | Un muchacho de campo atractivo, fresco y corriente. Es un obrero trabajador, está conforme con su vida tal y como está hasta el momento. Se enamora con fervor de Allie Hamilton al conocerla y propone hacer que el sentimiento sea mutuo sin importar lo que le cueste, siendo este el factor que da inicio a la historia.                           |
| James Garner      | Noah Calhoun (anciano)   | Un muchacho de campo atractivo, fresco y corriente. Es un obrero trabajador, está conforme con su vida tal y como está hasta el momento. Se enamora con fervor de Allie Hamilton al conocerla y propone hacer que el sentimiento sea mutuo sin importar lo que le cueste, siendo este el factor que da inicio a la historia.                           |
| Rachel McAdams    | Allie Hamilton           | Una joven de clase alta, cuenta con un futuro prometedor, no suele involucrarse con jóvenes que no puedan mantener su estatus social. Se muestra arisca y burlona con Noah al principio, pero luego de los persistentes y directos intentos del muchacho por captar su atención, ella decide darle una oportunidad, acepta una cita y se enamora de él |
| Gena Rowlands     | Allie Hamilton (anciana) | Una joven de clase alta, cuenta con un futuro prometedor, no suele involucrarse con jóvenes que no puedan mantener su estatus social. Se muestra arisca y burlona con Noah al principio, pero luego de los persistentes y directos intentos del muchacho por captar su atención, ella decide darle una oportunidad, acepta una cita y se enamora de él |
| James Marsden     | Lon Hammond              | Un joven abogado apuesto, exitoso y rico. Conoce a Allie luego de ser herido en la Segunda Guerra Mundial. Se ve atraído por ella desde un principio, causando que cuando ya se encuentra recuperado le pida que salgan juntos, iniciando una relación que los padres de Allie aprueban por su exitosa clase social                                    |
| Joan Allen        | Anne Hamilton            | Madre de Allie. Desde un principio se muestra en contra de la relación entre Noah y su hija por sus clases sociales e intenta separarlos cada vez que se le presenta la oportunidad |
| David Thornton    | John Hamilton            | Padre de Allie, un hombre rico y muy tranquilo, que acepta la relación de su hija y Noah, pero solo como un amor de verano |
| Jamie Anne Allman | Marta Shaw               | Viuda de guerra del pueblo vecino con la que Noah pasaba las noches teniendo relaciones sexuales intentando olvidar a Allie |
| Kevin Connolly    | Finn                     | Amigo con el que Noah estuvo desde pequeño; muere en la Segunda Guerra Mundial |
| Heather Wahlquist | Sara Tuffington          | Mejor amiga de Allie en Seabrook y novia de Finn |
| Matthew Barry     | Dr. Barnwel              | Doctor de la residencia que hace varias revisiones a Duke y atiende a la Sra. Hamilton |
| Jennifer Echols   | Enfermera Echols         | Enfermera de la residencia, con la que Duke se lleva muy bien |
| Sam Shepard       | Frank Calhoun            | Padre de Noah. Gracias a que vendió su casa, Noah pudo construir la que le prometió a Allie. |
| Elizabeht Bond    | Secretaria               | |
| Mark Johnson      | Fotógrafo                | |
| Obba Babatundé    | Líder de la banda        | |

## Diferencias con la novela de Nicholas Sparks
| Novela | Película |
| --- | --- |
| Noah y Allie se vuelven a ver después de catorce años. | Se reencontraron en siete |
| Allie y Noah se conocieron en el verano de 1932 | La película fue ambientada en los años 1940. |
| Cuando Allie y Noah se conocen, ambos tienen 15 y 17 años respectivamente | En la película Allie tiene 17 y Noah 19 |
| Allie se convertiría en una artista internacional. | Allie se convierte en una enfermera. |
| Noa le escribe una carta al mes durante dos años y medio. | Noah le escribe a Allie 365 cartas, una diaria durante un año. |
| Noah es quien le comenta (sin que Allie le hable del tema) que le había escrito cartas cuando ella llega a visitarlo y se reencuentran.                                                                                                   | Allie le reclama a Noah no haberle escrito (como ella había creído) cuando llegan de su paseo de lancha por el lago bajo la intensa lluvia y poco antes de la escena del beso. |
| En la novela Allie y Noah entran a la casa después de haberse mojado por la lluvia durante su paseo, se cambian de ropa y luego de haber estado ambos calentándose unos momentos cerca del fuego de la chimenea, se besan y hacen el amor | Noah y Allie reviven su amor besándose apasionadamente y haciendo el amor en el embarcadero bajo la intensa lluvia                                                             |
| El padre de Allie, John Hamilton, es el que se opone a la relación | En la película es la madre, Anne Hamilton. |
| Finn estaba enamorado de Allie. | En la película, Finn no estaba enamorado de Allie. |
| Allie sufre de alzheimer. | Allie sufre de demencia senil. |
| En la novela ninguno de los dos muere y en su lugar se muestra un final más feliz en el que ambos nunca se abandonarán uno al otro y se juran un amor para toda la vida.                                                                  | En el final de la película, Noah y Allie son encontrados sin vida después de haber estado juntos la noche anterior.                                                            |

## Producción

### Rodaje ycasting
El rodaje comenzó el 7 de noviembre de 2002 en Carolina del Sur, con un presupuesto de 30 millones de dólares y se prolongó hasta febrero de 2003. Nick Cassavetes buscó incansablemente el lugar perfecto para rodar la película, incluyendo todo el norte de Carolina y Virginia. El productor, Mark Johnson, explicaba que la película requería una pequeña ciudad sureña en un entorno tranquilo y rural, ya que la novela de Nicholas Sparks está ambientada en Newburn, Carolina del Norte, pero cuando visitaron la zona de Charleston los productores se enamoraron de ella, así que trasladaron la historia allí.

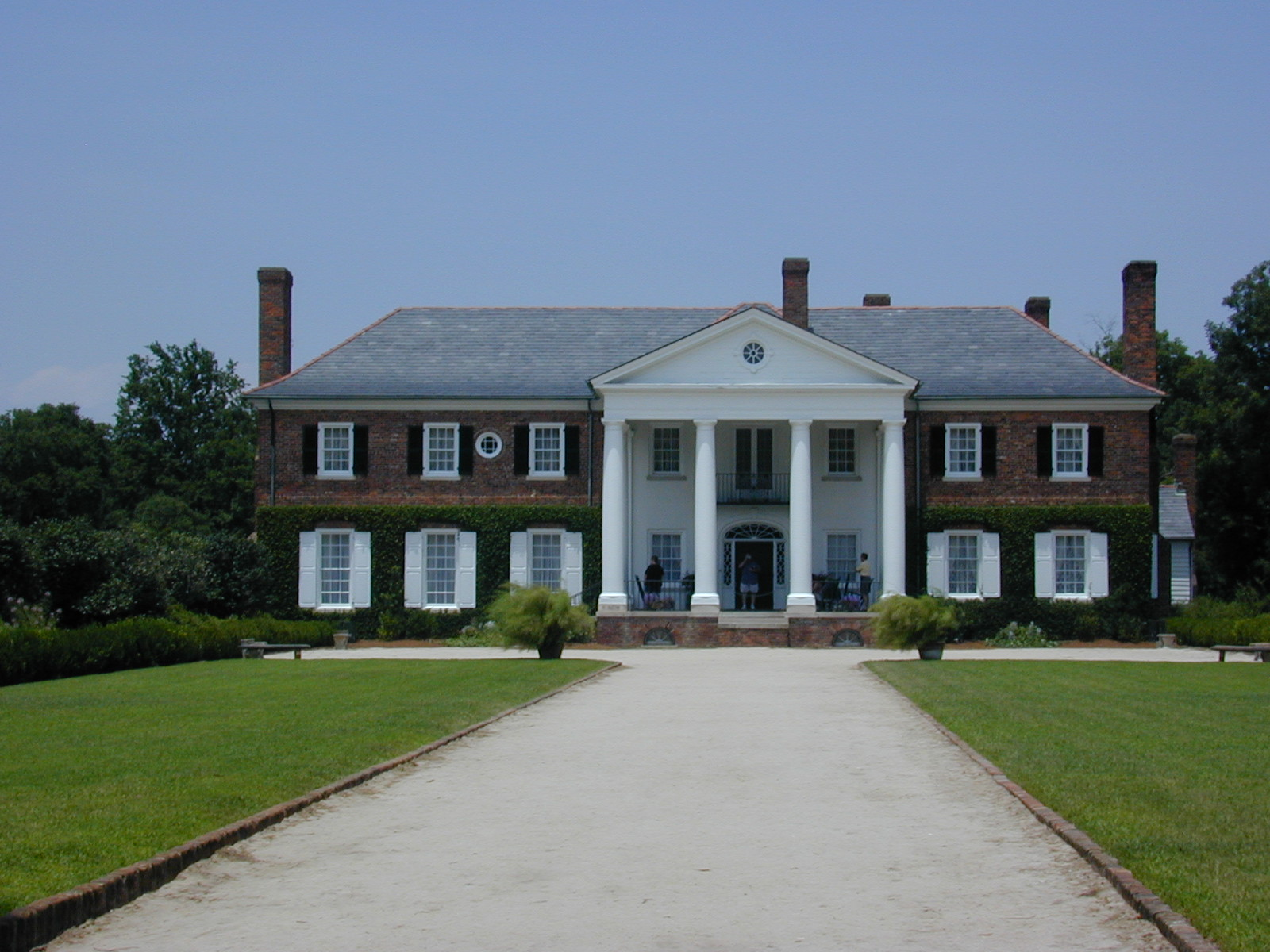
Boone Hall, la casa de los Hamilton en la película.

Por lo tanto, ambientaron la película en el entorno bello y a la vez austero de la costa de Carolina en los años cuarenta; fue rodada casi en toda su totalidad en localizaciones de Carolina del Sur: en las ciudades de Charleston y Georgetown, la isla de Edisto, la base naval de Charleston, varias exuberantes plantaciones y los Cypress Gardens del condado de Berkeley.
Cuando empezó el proceso de selección del reparto, Cassavetes eligió entre varios a Ryan Gosling, quien dio su gran salto en la actuación con su interpretación de Danny en la controvertida película El creyente. El actor reconoció que iba a interpretar un papel muy distinto, comparado con sus personajes anteriores. Para el papel de la joven Allie los cineastas emprendieron una búsqueda por todo el país para encontrar a la actriz apropiada. Cuando Rachel McAdams entró e hizo la prueba, a Nick Cassavetes le quedó claro que tenía que ser ella.
El rodaje de la película duró cuatro meses y finalizó en febrero de 2003. 
Los dos protagonistas, Rachel McAdams y Ryan Gosling, son originarios del municipio de London, en Ontario, Canadá. Las últimas escenas de la película fueron rodadas primero, después el equipo de rodaje hizo un parón por las fechas navideñas. Durante este periodo, Ryan Gosling tuvo que adelgazar 9 kilos y afeitarse la barba para aparentar ser más joven. Ambos protagonistas prepararon a fondo su papel. Gosling vivió durante dos meses en Charleston, en Carolina del Sur, para acostumbrarse al día a día de la zona donde remaba en canoa por el río Ashley y construía muebles de madera. Por su parte, McAdams recibió clases de ballet y protocolo.Ryan Gosling usó lentillas de color marrón, ya que él tiene los ojos azules.
Al principio del rodaje los dos actores protagonistas tenían muy mala relación, el propio Gosling pidió al director que cambiara a su compañera de reparto. Entonces el director del filme, Nick Cassavetes, encerró a ambos actores en una habitación para que arreglasen sus diferencias, desde ese día, no volvió a haber ningún problema entre ambos hasta llegar al punto de que más tarde mantuvieron una relación sentimental que duró varios años.
Los actores Tom Cruise o Justin Timberlake para el papel de Noah y Ashley Judd, Britney Spears, Reese Witherspoon o Jessica Biel para el de Allie, fueron algunos de los actores pensados para protagonizar la película.
La madre del director de la película fue quien interpretó a Allie de anciana, es una actriz muy conocida en su tierra. La novela está basada en hechos reales, nada más y nada menos que en la historia de amor de los abuelos de la esposa del escritor.El beso entre Noah y Allie fue galardonado como el mejor beso ese año, cuando los artistas subieron al escenario a recoger el premio hicieron homenaje al premio besándose.

## Banda sonora
La banda sonora de la película de El diario de Noa se grabó en el año 2004 y se publicó el 8 de junio de 2004. El compositor de las canciones instrumentales es el músico Aaron Zigman. 
1. Main title (Aaron Zigman)
2. Overture (Aaron Zigman)
3. I'll be seeing you (Billie Holiday)
4. Alabamy home (Duke Ellington)
5. Allie returns (Aaron Zigman)
6. House blues / The porch dance / The proposal / The carnival
7. Noah's journey (Aaron Zigman)
8. Always and always (Benny Goodman & His orchestra)
9. A string of pearls (Glenn Miller & His orchestra)
10. On the lake (Aaron Zigman)
11. Diga diga doo (Rex Stewart and The Ellingtonians)
12. One o'clock jump (Benny Goodman & His orchestra)
13. I'll be seeing you (Jimmy Durante)
14. Noah's last letter (Aaron Zigman)
15. Our love can do miracles (Aaron Zigman)

## Recepción

### Crítica
La película recibió comentarios mixtos de los críticos. El examen global en Rotten Tomatoes informó de que el 51 % de los críticos de cine dio comentarios positivos, sobre la base de 142 comentarios.
Metacritic puso una puntuación media de 53 sobre 100, sobre la base de 34 comentarios.
En septiembre de 2008 Yahoo! hizo una encuesta y fue clasificada como la película romántica número uno entre 35 películas diferentes, votado por Yahoo! usuarios.
Comentarios de varios críticos:
- "Una encantadora sorpresa" (Joe Morgenstern, The Wall Street Journal).

- "Puede que sea cursi, pero también es absorbente, dulce y con excelentes interpretaciones; evita muchos de los almibarados peligros del género" (Michael Wilmington, Chicago Tribune).

- "El diario de Noah no aspira a mucho más que el ofrecimiento de un sencillo relato bien contado. A Cassavetes le ha faltado afilar un tanto los detalles, pero aprueba con nota" (Javier Ocaña, Diario El País).

### Lanzamiento
La película fue lanzada en formato DVD el 26 de septiembre de 2005 (en España). Esta edición contaba con audio en dos idiomas (español e inglés), acceso directo a escenas, comentarios del director Nick Cassavetes, doce escenas eliminadas y alternativas con o sin comentarios del director, la secciones "Todo queda en familia: Nick Cassavetes" y "Nicholas Sparks: Una historia sencilla y bien contada", las localizaciones de El diario de Noa, el reparto: Selección de Rachel McAdams y Ryan Gosling, Prueba de Rachel McAdams, Tráiler y Final alternativo.
En marzo de 2009 la película fue relanzada en una nueva edición especial en DVD y Blu-Ray

## Reconocimientos
La película recibió doce premios y dos nominaciones.

### Premios

#### BMI Film Music
| Nominado     | Categoría                | Resultado | Año  |
| ------------ | ------------------------ | --------- | ---- |
| Aaron Zigman | Mejor música de película | Ganadora  | 2004 |

#### Casting Society of America
| Nominado                          | Categoría                 | Resultado | Año  |
| Matthew Barry y Nancy Green-Keyes | Mejor casting de película | Ganador   | 2005 |

#### MTV Movie Awards
| Nominado                      | Categoría             | Resultado | Año  |
| Ryan Gosling y Rachel McAdams | Mejor beso            | Ganador   | 2005 |
| Rachel McAdams                | Mejor actriz femenina | Ganadora  | 2005 |

#### Premios Satellite
| Nominado      | Categoría               | Resultado | Año  |
| Gena Rowlands | Mejor actriz de reparto | Ganadora  | 2005 |

#### Screen Actors Guild Awards
| Nominado     | Categoría              | Resultado | Año  |
| James Garner | Mejor actor secundario | Nominado  | 2005 |

#### Teen Choice Awards
| Nominado                      | Categoría                        | Resultado | Año  |
| ----------------------------- | -------------------------------- | --------- | ---- |
| Nick Cassavetes               | Mejor película dramática         | Ganadora  | 2005 |
| Ryan Gosling                  | Mejor actor revelación masculino | Ganador   | 2005 |
| Ryan Gosling                  | Mejor actor dramático            | Ganador   | 2005 |
| Rachel McAdams                | Mejor actriz dramática           | Ganadora  | 2005 |
| Ryan Gosling y Rachel McAdams | Mejor química entre actores      | Ganadora  | 2005 |
| Ryan Gosling y Rachel McAdams | Mejor escena de amor             | Ganadora  | 2005 |

### Nominaciones

#### Golden Trailer Awards
| Nominado        | Categoría     | Resultado | Año  |
| Nick Cassavetes | Mejor romance | Nominado  | 2005 |

#### Teen Choice Awards
| Nominado                      | Categoría               | Resultado | Año  |
| ----------------------------- | ----------------------- | --------- | ---- |
| Ryan Gosling y Rachel McAdams | Mejor baile de película | Nominado  | 2005 |